# Mountain
A Mountain egy amerikai hard rock együttes volt. 

## Története
1969-ben alakultak meg Long Island-en. Leghíresebb számuk a Mississippi Queen.
A zenekar az 1970-es évek legnépszerűbb hard rock zenekarai közé tartozott. 2010-ben feloszlottak, ám ezt pályafutásuk alatt többször megtették. Először 1969-től 1972-ig működtek, majd 1973-tól 1974-ig, 1981-től 1985-ig,1992-től 1998-ig, végül pedig 2001-től 2010-ig.
1969-ben részt vettek a legendás Woodstocki fesztiválon.

## Tagjai
- Leslie West,
- Corky Laing,
- Rev Jones,
- Chris Stutters

## Diszkográfia
- Climbing! (1970)
- Nantucket Sleighride (1971)
- Flowers of Evil (1971)
- Avalanche (1974)
- Go for Your Life (1985)
- Man's World (1996)
- Mystic Fire (2002)
- Masters of War (2007)